# Shōichirō Mukai
Shōichirō Mukai (向 翔一郎?, Mukai Shōichirō; 10 febbraio 1996) è un judoka giapponese.

## Palmarès
- Mondiali

Baku 2018: oro nella gara a squadre.
Tokyo 2019: oro nella gara a squadre e argento nei 90 kg.
- Campionati asiatici

Hong Kong 2017: bronzo nei 90 kg.
- Universiadi

Taipei 2017: oro nella gara a squadre e bronzo nei 90 kg.

### Vittorie nel circuito IJF
| Data             | Località | Paese    | Categoria  |
| ---------------- | -------- | -------- | ---------- |
| 11 febbraio 2018 | Parigi   | Francia  | Grand Slam |
| 23 novembre 2018 | Osaka    | Giappone | Grand Slam |